# Église Saint-Christoly de Saint-Christoly-Médoc
L'église Saint-Christoly se situe à Saint-Christoly-Médoc, dans le département français de la Gironde. Les deux absidioles ont été inscrites au titre des monuments historiques le 21 décembre 1925.